# Boliche nos Jogos Pan-Americanos de 2007 - Individual masculino
O evento individual masculino do boliche nos Jogos Pan-Americanos de 2007 foi disputado no Centro de Boliche Barra com 32 atletas de 16 países no Rio de Janeiro.

## Medalhistas
| Ouro   | USA Rhino Page     |
| Prata  | MEX Daniel Falconi |
| Bronze | ARG Lucas Legnani  |

## Resultados

### Classificatória
- 25 de julho de 2007

| Pos. | Atleta            | CON                      | G1  | G2  | G3  | G4  | G5  | G6  | G7  | G8  | Tot.  |
| ---- | ----------------- | ------------------------ | --- | --- | --- | --- | --- | --- | --- | --- | ----- |
| 1    | Lucas Legnani     | ARG Argentina            | 244 | 209 | 235 | 220 | 255 | 243 | 223 | 223 | 1.852 |
| 2    | Rhino Page        | USA Estados Unidos       | 178 | 231 | 203 | 244 | 192 | 226 | 290 | 246 | 1.810 |
| 3    | Daniel Falconi    | MEX México               | 266 | 193 | 203 | 213 | 232 | 238 | 226 | 215 | 1.786 |
| 4    | Alejandro Reyna   | CRC Costa Rica           | 226 | 191 | 223 | 243 | 202 | 232 | 237 | 183 | 1.737 |
| 5    | Rodrigo Hermes    | BRA Brasil               | 238 | 213 | 204 | 223 | 192 | 207 | 245 | 203 | 1.725 |
| 6    | Luis Rodríguez    | PUR Porto Rico           | 195 | 200 | 246 | 222 | 189 | 181 | 236 | 231 | 1.700 |
| 7    | Rolando Sebelen   | DOM República Dominicana | 159 | 193 | 253 | 244 | 192 | 244 | 214 | 217 | 1.696 |
| 8    | Cassidy Schaub    | USA Estados Unidos       | 214 | 216 | 204 | 246 | 216 | 210 | 247 | 191 | 1.695 |
| 9    | David Maycock     | BER Bermudas             | 211 | 200 | 201 | 233 | 185 | 246 | 219 | 192 | 1.687 |
| 10   | Arturo Hernández  | VEN Venezuela            | 236 | 189 | 207 | 183 | 216 | 215 | 216 | 201 | 1.663 |
| 11   | Jorge Otalora     | COL Colômbia             | 166 | 224 | 212 | 203 | 197 | 208 | 209 | 244 | 1.663 |
| 12   | Raindey Chávez    | VEN Venezuela            | 199 | 204 | 145 | 236 | 222 | 215 | 238 | 197 | 1.656 |
| 13   | Jason Kovack      | CAN Canadá               | 225 | 212 | 216 | 183 | 202 | 182 | 176 | 257 | 1.653 |
| 14   | Darren Klassen    | CAN Canadá               | 211 | 161 | 155 | 199 | 223 | 217 | 287 | 196 | 1.649 |
| 15   | Frankie Colón     | PUR Porto Rico           | 214 | 211 | 193 | 179 | 170 | 193 | 280 | 203 | 1.643 |
| 16   | Harold Galmez     | CHI Chile                | 158 | 192 | 175 | 193 | 222 | 252 | 210 | 232 | 1.634 |
| 17   | Alejandro Cruz    | MEX México               | 214 | 194 | 210 | 168 | 237 | 184 | 194 | 222 | 1.623 |
| 18   | Ricardo Dallarosa | ARG Argentina            | 161 | 190 | 197 | 177 | 235 | 213 | 178 | 244 | 1.595 |
| 19   | David Romero      | COL Colômbia             | 180 | 215 | 182 | 171 | 168 | 236 | 211 | 223 | 1.586 |
| 20   | Jorge Valdés      | GUA Guatemala            | 188 | 189 | 202 | 214 | 184 | 203 | 152 | 245 | 1.577 |
| 21   | Andrés Herrera    | GUA Guatemala            | 184 | 172 | 238 | 186 | 207 | 212 | 183 | 194 | 1.576 |
| 22   | Víctor Richards   | DOM República Dominicana | 125 | 195 | 210 | 200 | 206 | 195 | 207 | 226 | 1.564 |
| 23   | Fábio Rezende     | BRA Brasil               | 213 | 160 | 178 | 196 | 237 | 203 | 178 | 184 | 1.549 |
| 24   | Francisco Sánchez | ESA El Salvador          | 155 | 199 | 226 | 199 | 205 | 209 | 183 | 172 | 1.548 |
| 25   | Becquer Barriga   | ECU Equador              | 204 | 186 | 189 | 207 | 204 | 157 | 206 | 180 | 1.533 |
| 26   | Juan Merlos       | ESA El Salvador          | 197 | 188 | 193 | 194 | 183 | 190 | 178 | 170 | 1.493 |
| 27   | Clarence Wallace  | BAH Bahamas              | 171 | 195 | 184 | 222 | 160 | 163 | 219 | 168 | 1.482 |
| 28   | Marvin Murillo    | CRC Costa Rica           | 195 | 181 | 185 | 179 | 199 | 191 | 168 | 177 | 1.475 |
| 29   | Diogenes Saverio  | ECU Equador              | 139 | 174 | 234 | 143 | 194 | 188 | 180 | 211 | 1.463 |
| 30   | Adrián Reyes      | CHI Chile                | 183 | 171 | 185 | 237 | 152 | 170 | 168 | 180 | 1.446 |
| 31   | Lenford Powell    | BAH Bahamas              | 194 | 171 | 154 | 169 | 210 | 178 | 162 | 188 | 1.426 |
| 32   | Kevin Swan        | BER Bermudas             | 190 | 226 | 167 | 168 | 187 | 132 | 190 | 136 | 1.396 |

### Oitavas-de-final
- 26 de julho de 2007

| Lucas Legnani ARG   | 624–591 | CHI Harold Galmez    |
| Rhino Page USA      | 746–625 | PUR Frankie Colón    |
| Daniel Falconi MEX  | 598–551 | CAN Darren Klassen   |
| Alejandro Reyna CRC | 642–646 | CAN Jason Kocack     |
| Rodrigo Hermes BRA  | 548–637 | VEN Raindey Chávez   |
| Luis Rodríguez PUR  | 619–546 | COL Jorge Otalora    |
| Rolando Sebelen DOM | 586–586 | VEN Arturo Hernández |
| Cassidy Schaub USA  | 678–569 | BER David Maycock    |

### Quartas-de-final
- 26 de julho de 2007

| Cassidy Schaub USA | 539–588 | MEX Daniel Falconi  |
| Rhino Page USA     | 653–632 | DOM Rolando Sebelen |
| Raindey Chávez VEN | 617–667 | ARG Lucas Legnani   |
| Jason Kocack CAN   | 687–606 | PUR Luis Rodríguez  |

### Semifinais
- 26 de julho de 2007

| Daniel Falconi MEX | G1 214–198 G2 212–205            | CAN Jason Kocack  |
| Rhino Page USA     | G1 223–247 G2 279–279 G3 217–186 | ARG Lucas Legnani |

### Disputa pelo bronze
- 26 de julho de 2007

| Jason Kocack CAN | G1 197–209 G2 202–210 | ARG Lucas Legnani |

### Final
- 26 de julho de 2007

| Daniel Falconi MEX | G1 191–234 G2 265–233 G3 184–256 | USA Rhino Page |